# Raw Air kobiet 2025
Raw Air kobiet 2025 – szósta edycja turnieju Raw Air w skokach narciarskich, która odbyła się w dniach 13–16 marca 2025 na skoczniach w Norwegii w ramach Pucharu Świata w skokach narciarskich. Tytułu broniła Norweżka Eirin Maria Kvandal, natomiast cały cykl wygrała Słowenka Nika Prevc.
Kwalifikacje do zawodów w Oslo, zaplanowane na 13 marca 2025, zostały przerwane po skokach 27 zawodniczek i odwołane z powodu zbyt silnego wiatru, a do konkursu przystąpiły wszystkie zgłoszone uczestniczki. Z tego samego powodu pierwszy konkurs indywidualny w Vikersund (15 marca) został przerwany po skokach 21 z 22 zgłoszonych zawodniczek. Powtórzone zawody odbyły się jeszcze tego samego dnia, ale zostały ograniczone do jednej serii. Drugiego dnia zawody na Vikersundbakken zostały odwołane z tej samej przyczyny.

## Zwyciężczyni

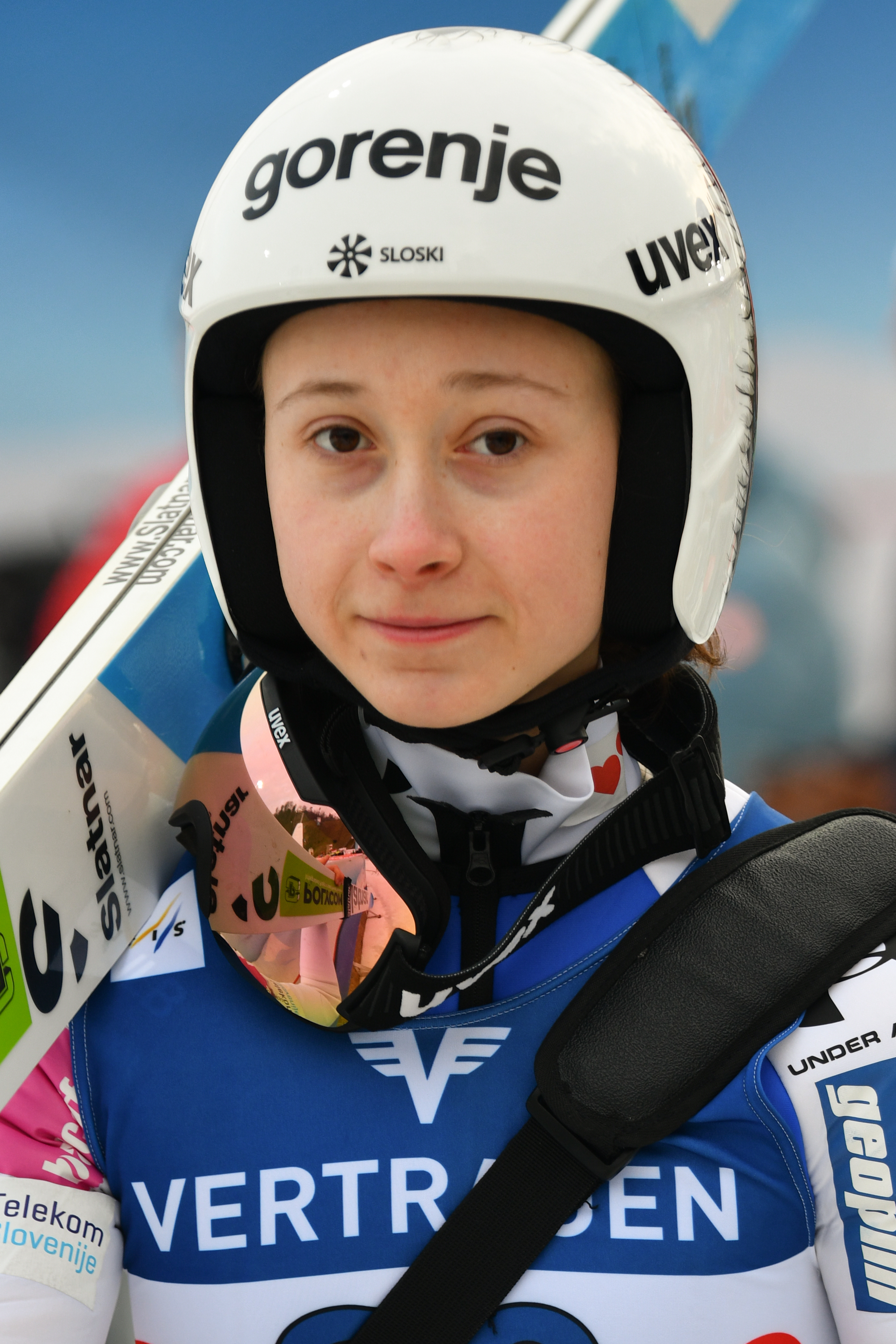
Nika Prevc zwyciężczyni Raw Air 2025

## Skocznie
W tabeli podano rekordy skoczni na których odbywały się konkursy RAW AIR 2025.
Rekordy ustanowione podczas trwania cyklu zaznaczono wytłuszczeniem.
| Zdjęcie | Nazwa skoczni    | Miejscowość | K    | HS    | Rekord skoczni | Rekord skoczni | Rekord skoczni | Źr.   |
| Zdjęcie | Nazwa skoczni    | Miejscowość | K    | HS    | Odległość      | Rekordzistka   | Data           | Źr.   |
| ------- | ---------------- | ----------- | ---- | ----- | -------------- | -------------- | -------------- | ----- |
|         | Holmenkollbakken | Oslo        | K120 | HS134 | 137,5 m        | Sara Takanashi | 04.02.2016     | [ 8 ] |
|         | Vikersundbakken  | Vikersund   | K200 | HS240 | 230,5 m        | Silje Opseth   | 17.03.2024     | [ 9 ] |

## Podsumowanie
Harmonogram Raw Air 2025 sporządzono na podstawie materiału źródłowego.
| Lp.                                 | Data                                | Miejscowość                         | HS                                  | Uwagi                               | 1. miejsce | 2. miejsce          | 3. miejsce          | Liderka po konkursie (prologu) |
| ----------------------------------- | ----------------------------------- | ----------------------------------- | ----------------------------------- | ----------------------------------- | ---------- | ------------------- | ------------------- | ------------------------------ |
| 1.                                  | 13 marca 2025                       | Oslo                                | HS134                               | prolog, loty                        | odwołany   | odwołany            | odwołany            | –                              |
| 2.                                  | 13 marca 2025                       | Oslo                                | HS134                               | nocny, loty                         | Nika Prevc | Anna Odine Strøm    | Eirin Maria Kvandal | Nika Prevc                     |
| 3.                                  | 15 marca 2025                       | Vikersund                           | HS240                               | nocny, loty                         | Nika Prevc | Ema Klinec          | Selina Freitag      | Nika Prevc                     |
| 4.                                  | 16 marca 2025                       | Vikersund                           | HS240                               | nocny, loty                         | odwołany   | odwołany            | odwołany            | Nika Prevc                     |
| Raw Air 2025 – klasyfikacja końcowa | Raw Air 2025 – klasyfikacja końcowa | Raw Air 2025 – klasyfikacja końcowa | Raw Air 2025 – klasyfikacja końcowa | Raw Air 2025 – klasyfikacja końcowa | Nika Prevc | Eirin Maria Kvandal | Anna Odine Strøm    | –                              |